# 앤절라 데이비스
앤절라 이본 데이비스(Angela Yvonne Davis, 1944년 1월 26일 ~ )는 흑인 민권 운동에 높이 연루되어 온 미국의 정치 활동가, 학자이자 저술가이다. 그녀는 인종 정의, 여성의 권리와 형사 사법 개혁에 자신의 업무와 영향력으로 잘 알려졌다. 데이비스는 의식사 학과에서 캘리포니아 대학교 샌타크루즈에서 퇴직 교수이자 대학의 여성학과의 전 부서이다. 1960년대와 1970년대에 데이비스는 흑표당과 자신의 관계로 알려졌으나 사실 그 조직과 미국 공산당의 당원으로서 짧은 시간 만을 보냈다. 당분간 그녀는 심지어 FBI의 "10대 지명수배자"에 나타났다. 1997년 데이비스는 교도소 해체를 위한 노력하는 조직 혹은 자신과 다른이들이 감옥-산업 단지로 부른 조직인 "임계저항"을 공동 창립하였다.

## 어린 시절
앨라배마주 버밍햄에서 4명의 자녀 중 첫째로 태어났다. 부친 B. 프랭크 데이비스는 이후에 주유소를 연 교사였고 모친 샐리 벨 데이비스는 전미 흑인 지위 향상 협회에서 활동적이었던 교사였다. 그녀의 형제자매는 2명의 남동생 벤과 레지널드, 그리고 누이 동생 파니아를 포함한다. 벤은 미식축구 선수로 1960년대 후반과 1970년대 초반에 클리블랜드 브라운스와 디트로이트 라이온스를 위하여 디펜시브 백으로 활약하였다.
데이비스는 시초적으로 버밍햄에서 인종적으로 분리된 이웃에 살았으나 1948년 주로 백인들에 의하여 거주된 도시의 외곽 지역에 있는 "센터 스트리트에 있는 큰 목조 주택"으로 이주해 들어갔다. 지역에서 백인 이웃들은 적대적이었으나 데이비스가 자신의 자서전에 쓴 대로 가족이 센터 스트리트의 "자신들 쪽"에 머물면서 그들을 놔두었다. 그러나 또 다른 흑인 가족이 센터 스트리트의 다른 쪽에 이웃으로 이주해 들어갔을 때 그 가족의 주택은 "내가 들어본 것 중 가장 무서운 천둥소리로 가장 큰 소리보다 100배 더 큰 폭발"에 의하여 폭파 되었다고 그녀는 썼다. 아직도 흑인 가족들은 지속적으로 중산층 이웃으로 이주해 들어가 화난 반응을 불러 일으켰다. "폭격은 곧 우리의 이웃이 "다이너마이트 힐"로 알려질 그런 끊임없는 반응이 되었다"고 데이비스는 말했다.
데이비스는 전체 흑인 학생 인구들과 함께 한 인종적으로 분리된 학교로 버스를 타고 다녔으며 처음에 초등학교 캐리 A. 터글 학교로 이후에 파커 고등학교의 확대였던 몇 블록 떨어진 다른 학교인 파커 애닉스 학교로 갔다. 데이비스에 의하면 학교들은 무너지고 황폐했으나 초등학교로부터 학생들이 무성한 녹색 잔디에 의하여 둘러싼 아름다운 벽돌의 건물인 근처의 전체 백인 학교를 볼 수 있었다고 한다.
버밍햄이 흑인 민권 운동의 진원지였어도 데이비스는 1950년대와 1960년대 초반에 그 시초적 세월에 운동에 참가할 수 없었다. 그녀는 자신의 일생에 관한 도큐멘터리 영화에서 "나는 급격한 변화가 일어나려고 할 때 정확히 그 순간에 남부를 떠났다"며 "난 인종적으로 분리된 남부에서 북부로 흑인 학생들을 데려오는 프로그램을 발견하였다. 그래서 나는 버밍햄에서 전체의 항의들을 직접 경험하지 못했다."고 말했다.
그녀는 당분간 뉴욕으로 이주하여 현재 리틀 레드 스쿨 아우스 앤드 엘리자베스 어윈 고등학교 혹은 LREI로 알려진 학교에서 수학하였다. 그녀의 모친도 또한 교사로 여름 방학 동안 뉴욕에서 석사 학위를 취득하였다.

## 교육
데이비스는 학생으로 우수하였다. 1965년 브랜다이스 대학교로부터 준최우등으로 졸업한 지 수십 년의 세월 후에 데이비스는 2019년 2월 대학의 아프리카계 미국인 학과의 창립 50 주년을 기념하는 행사의 일부로서 학교로 돌아갔다. 그녀는 브랜다이스에서 "지적인 분위기"를 즐기며 프랑스어와 프랑스 문화를 전공하였으나 자신이 캠퍼스에 흑인 학생들의 소수 중 단 하나였다는 것을 회상하였다. 그녀는 50 주년 행사에서 낯설었던 브랜다이스에서 자신이 일종의 억압에 직면했다는 것을 적어두었다 -

"나는 일종의 자유를 찾아 남부에서 북부로 이 여행을 했으며 내가 북부에서 찾았던 것으로 알았던 것은 거기에 없었다. 난 당시 인종 차별로 표현된 것을 내가 발견하지 못했던 인종 차별의 새로운 형성들을 발견하였다."

브랜다이스에서 자신의 학부 시절 동안 데이비스는 자신이 알고 있었던 4명의 흑인 소녀들을 살해한 버밍햄에서 16번가 침례교회의 폭발에 대하여 배웠다. 이 쿠클럭스클랜(KKK)의 자행된 폭력은 민권 운동에서 중요한 전환점을 기록하여 미국에서 흑인들의 곤경에 전 세계의 관심을 불러일으켰다.
데이비스는 파리 소르본 대학교에서 2년의 수학을 보냈다. 그녀는 또한 2년 동안 프랑크푸르트 대학교에서 철학을 전공하였다. 그때를 묘사한 데이비스는 다음과 같이 적어두었다 -

"난 흑인 운동의 이러한 새로운 발전이 일어났을 때 독일에서 공부를 하고 말았다. 흑표당의 출현. 그리고 나의 느낌은 '난 거기에 있기를 원한다. 이것은 땅을 흔드는 것이며 이것은 변화이다. 난 그것의 일부이기를 원한다.'이었다."

데이비스는 미국으로 귀국하고 1968년 캘리포니아 대학교 샌디에이고에서 석사 학위를 받았다. 그녀는 독일로 돌아가 1969년 베를린 훔볼트 대학교로부터 철학에서 박사 학위를 취득하였다.

## 정치와 철학

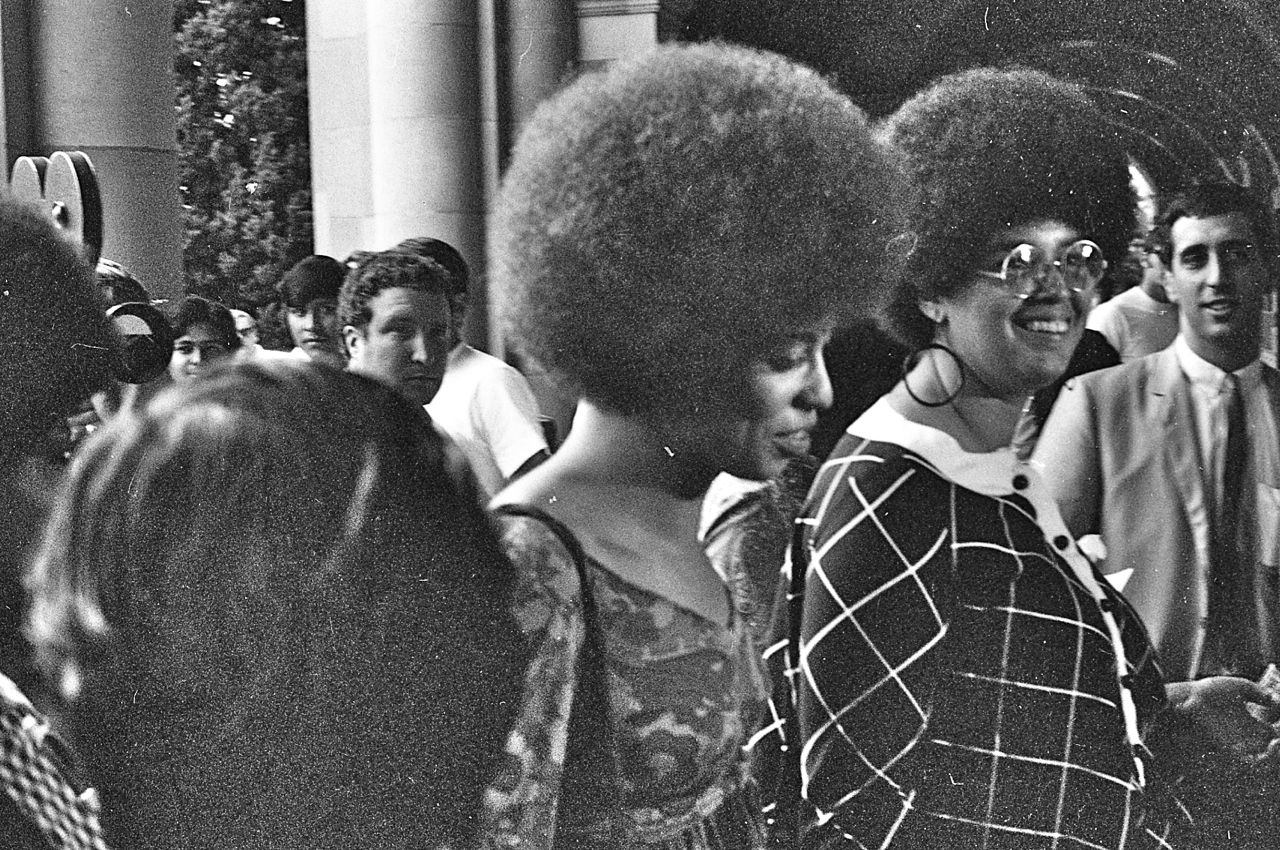
캘리포니아 대학교 로스앤젤레스에서 자신의 첫 강의를 위하여 로이스 홀로 들어가는 데이비스 (중앙) (1969년 10월 7일)

데이비스는 흑인 정치와 자신이 창립하는 도움을 준 "임계저항"을 포함한 흑인 여성들을 위한 몇몇의 조직들에 연루되었다. 데이비스는 또한 흑표당과 학생 비폭력 조정위원회에 가입하기도 했다. 데이비스과 흑표당과 제휴 되었어도 그녀는 자신의 도큐멘터리에서 조직이 가부장적이고 성차별적이었으며 여성이 "뒷자리를 차지하고 말 그대로 남성들의 발치에 앉는 것으로 예상되었다는" 것을 느꼈다고 말하였다.
대신 데이비스는 쿠바의 공산주의자이자 혁명가 체 게바라와 콩고의 정치인이자 독립 지도자 파트리스 루뭄바의 이름을 딴 공산당의 전흑인 지부인 체-루뭄바 클럽과 함께 자신의 시간의 대부분을 보냈다. 그녀는 단체의 의장 프랭클린 알렉산더가 다수의 항의들을 결성하고 지도하는 도움을 주어 인종 평등을 요구할 뿐만 아니라 또한 1969년 알렉산더가 적은 대로 경찰 폭력의 종말, 더욱 나은 주책과 "흑인 공동체에서 실업의 공황 수준을 중지하는" 것은 물론 여성들의 권리를 주창하기도 하였다. 데이비스는 자신이 "지구촌 혁명, 제 3세계의 사람들, 피부색의 사람들 - 그리고 당으로 나를 끌어들였던 것"의 이상으로 끌렸다고 말했다.
이 시기 동안 1969년 데이비스는 캘리포니아 대학교 로스앤젤레스에서 철학의 조교수로 기용되어 흑인 문학에서 이마누엘 칸트, 마르크스주의와 철학을 강의하였다. 교사로서 데이비스는 자신의 첫 강의가 1,000명 이상을 끌어들인 학생들과 교수진들 모두에게 함께 인기가 있었으나 공산당의 당원으로서 식별하는 누출은 당시 로널드 레이건이 이끈 대학의 섭정들이 그녀를 해고하는 것으로 이끌었다.
고등 법원 판사 제리 팩트는 그녀의 복직을 명령하여 그녀가 공산당원이었기 때문에 대학이 데이비스를 단순하게 해고 시킬 수 없었다고 판결하였으나 1970년 6월 20일 선동적 진술로 다시 해고되었다. 이후 1972년 미국 대학 교수 협회는 데이비스의 해고를 위하여 섭정 위원회를 보장하였다.

## 활동주의
캘리포니아 대학교 로스앤젤레스로부터 자신의 해고 후, 데이비스는 교도소에서 교도관의 살해로 기소된 솔대드 교도소에서 흑인 죄수들 - 조지 잭슨, 플리타 드럼고와 존 클러치트의 단체 솔대드 형제단의 사건에 휘말리게 되었다. 데이비스와 다른 이들은 죄수들을 풀어주려고 한 단체인 솔대드 형제단 방어 위원회를 형성하였다. 그녀는 곧 단체의 지도자가 되었다.
1970년 8월 7일 조지 잭슨의 17세 동생 조너선 잭슨이 솔대드 형제단의 석방을 협상하는 시도에 머린군 고등 법원 판사 해럴드 헤일리를 납치하였다 (헤일리는 교도관을 찌르는 시도를 한 관련 없는 사건에 기소된 죄수 제임스 매클레인의 재판을 주재하고 있었다.) 헤일리는 실패한 시도에 살해되었으나 조너선 잭슨이 이용한 총들은 사고 며칠 전에 구입했던 데이비스에게 등록되었다.
데이비스는 시도에서 용의자로 체포되었다. 데이비스는 결과적으로 모든 혐의에 대해 무죄 판결을 받았으나 그녀가 달아나 체포를 피하는 데 숨으로 들어간 후 연방수사국의 지명수배자 목록에 잠시 있었다.
1968년 마틴 루터 킹 주니어가 암살되었을 때 데이비스는 미국 공산당에 입당하였고 1980년과 1984년 부통령을 위하여 출마하였다. 데이비스는 부통령을 위하여 나가는 데 첫 흑인 여성이 아니었다. 그 영예는 1952년 진보당에 부통령을 위하여 출마한 저널리스트이자 활동가 샬로타 베이스에게 간다. USA 투데이에 의하면 베이스는 시카고에서 자신의 수락 연설이 있던 동안 지지자들에게 다음과 같이 말하였다.

"이것은 미국의 정치 일생에서 역사적인 순간입니다. 내 자신을 위하여, 나의 국민들을 위하여, 전 여성을 위하여 역사적입니다. 이 국가의 역사상 처음으로 정당은 국가에서 두번째로 가장 높은 사무직을 위하여 니그로 여성을 선택하였습니다."

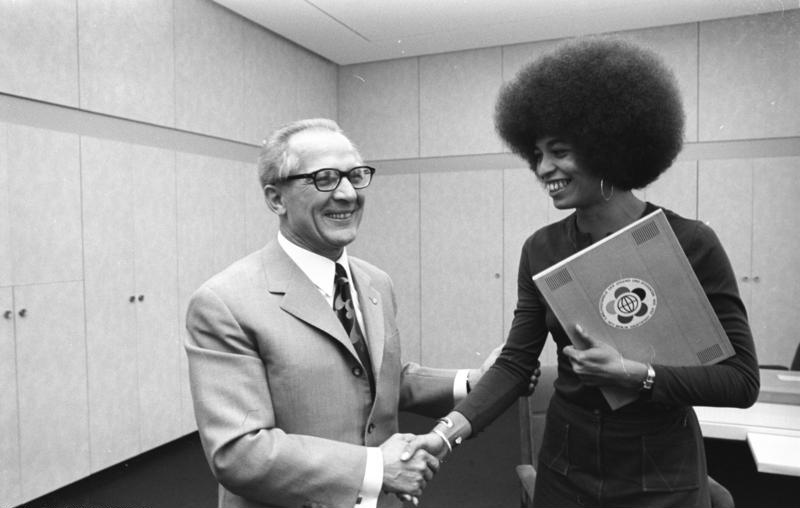
동독에서 에리히 호네커와 함께 (1972년)

또한 의회로 선출 (1968년)되는 데 첫 흑인 여성으로 지내온 셜리 치점은 1972년 민주당 공천 후보에 부통령을 위하여 성공적으로 후보 지명을 찾지 못하였다. 국립 여성 역사 박물관에 의하면 "차별이 그녀의 요청을 따랐어도" 치점은 12개의 예비 선거들로 들어가 의회 흑인 코커스에 의하여 부분적으로 자금을 지원 받은 캠페인과 함께 152 표를 얻었다.
자신의 2회의 부통령 출마 후 몇년 후, 자신이 지속적으로 그 어떤 활동들에 연루되었어도 1991년 데이비스는 공산당을 떠났다.
자칭 교도소 폐지론자로서 그녀는 형사 사법 개혁과 자신이 "감옥-산업 단지"로 부리는 다른 저항들을 추진하는 것에 주요한 역할을 하였다.  자신의 수필 "공개 투옥과 사적 폭력"에서 데이비스는 교도소에서 성적 학대를 "오늘날 미국 안에서 가장 극악무도한 국가 제재 인권 침해들 중의 하나"로 부른다.

## 교도소 개혁
데이비스는 수년에 걸쳐 교도소 개혁을 위하여 자신의 업무를 지속하였다.  자신의 요점을 누르기 위하여 데이비스는 2009년 버지니아 대학교에서 개최된 것 같이 행사들과 학회들에서 연설을 한다.  USA 투데이에 의하면 30명의 학자들과 데이비스를 포함한 다른 이들은 "미국에서 감옥-산업 단지와 인종적 격차의 성장"에 관하여 논의하는 데 모였다.
데이비스는 당시 신문에 "인종 차별은 감옥-산업 단지를 불러 일으킨다.  흑인들의 엄청난 불균형이 그것을 명확하게 한다 ... 흑인들은 범죄화된다.ː 고 말하였다.  데이비스는 폭력적인 사람들, 재활과 복원에 전념하는 방법들과 함께 다루는 데 다른 방법들을 위하여 주창하였다.  마지막까지 데이비스는 자신의 2010년 저서 "교도소들은 구식인가?"에 특히 과제에 쓰기도 하였다 -

"교도소 반대 활동가로서 나의 경력 동안 나는 흑인, 라티노와 아메리카 인디언 공동체들에서 많은 사람들이 교육을 받는 것 보다 이제 교도소로 가는 훨씬 더 큰 기회를 가진 그런 신속함으로 미국 교도소의 인구가 증가하는 것을 보았다."

1960년대 동안 자신이 반교도소 활동들에 처음으로 연루된 것은 아무 것도 없던 그녀는 이제 "인종적으로 억압된 공동체들에서 고립된 존재로 항상 큰 수의 사람들이 권위주의 정권, 폭력, 질병과 은둔의 기술들에 의하여 표시되었다"는 이러한 기관들과 국가를 없애는 것에 대해 진지한 이야기를 할 때라는 것을 주장하였다.

## 학계
1980년부터 1984년까지 데이비스는 샌프란시스코 주립 대학교에서 민족학과에서 가르쳤다.  전 캘리포니아주지사 레이건이 캘리포니아 대학교 시스템에서 그녀가 다시는 가르치지 않겠다고 맹세했지만 산타크루즈 센티넬의 J. M. 브라운에 의하면 "데이비스는 학계 및 민권 옹호자들로부터 항의 끝에 복귀 되었다."고 한다.  데이비스는 1984년 의식사 학과에서 캘리포니아 대학교 샌타크루즈에 의하여 기용 되었고 1991년 교수로 만들어졌다.
거기서 자신의 재직 동안 그녀는 지속적으로 활동가로서 일하고 여성들의 권리와 인종 정의를 위하여 흥행하였다.  그녀는 "자유의 의미"와 "여성, 문화와 정치" 같은 인기 있는 타이틀들을 포함한 인종, 계급과 성별에 관한 책들을 출판하였다.
2008년 데이비스가 캘리포니아 대학교 샌타크루즈로부터 퇴직하였을 때 그녀는 퇴직 교수로 만들어졌다.  이후 몇 년 동안 그녀는 교도소 폐지, 여성의 권리와 인종 정의를 위하여 지속적으로 일하였다.  데이비스는 캘리포니아 대학교 로스앤젤레스와 다른 대학들에서 방문 교수로서 가르쳤으며 "해방 사회는 물론 해방 마음"의 중요성에 전념하였다.

## 개인 생활
데이비스는 1980년부터 1983년까지 사진가 힐튼 브래스웨이트와 결혼생활을 했다.  1997년 그녀는 성소수자 잡지 아웃에게 자신이 레즈비언이라는 것을 말했다.

## 역대 선거 결과
| 선거명      | 직책명        | 대수 | 정당        | 득표율 | 득표수 (선거인단) | 결과 | 당락 |
| ----------- | ------------- | ---- | ----------- | ------ | ----------------- | ---- | ---- |
| 1980년 선거 | 미국의 부통령 | 40대 | 미국 공산당 | 0.05%  | 45,023표 (0명)    | 6위  | 낙선 |
| 1984년 선거 | 미국의 부통령 | 40대 | 미국 공산당 | 0.04%  | 36,386표 (0명)    | 8위  | 낙선 |